# Movimento esperantista italiano
Il Movimento esperantista italiano fu presente sin dai primi anni di vita della lingua ausiliaria internazionale esperanto, le cui fondamenta furono gettate nel 1887 da Ludwik Lejzer Zamenhof.
Attualmente il movimento insiste in gran parte attorno alla Federazione esperantista italiana, nata nel 1910 che rappresenta l'Italia in seno all'Associazione universale esperanto. Alla FEI sono associati numerosi gruppi locali, spesso attivi da lungo tempo sul territorio.
Anche la sezione giovanile della FEI, la Gioventù esperantista italiana, collabora alla promozione della lingua esperanto e dei valori della democrazia linguistica attraverso le proprie attività.
L'Istituto italiano di esperanto si occupa della promozione e dello studio della lingua, della formazione dei docenti e dello svolgimento degli esami di lingua e letteratura.

## Storia

### La nascita e i primi congressi (1889-1912)

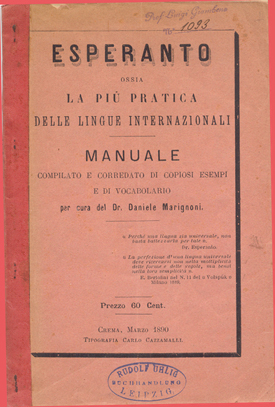
La prima grammatica di esperanto in lingua italiana, pubblicata nel marzo 1890 a Crema (CR).

Com'è facile immaginare, il movimento esperantista attecchì in Italia grazie all'opera di un numero ristretto di pionieri. Il primo libro di testo per l'apprendimento della lingua esperanto destinato agli italiani fu pubblicato nel marzo 1890 a Crema (CR), ad opera di Daniele Marignoni.
Un altro pioniere fu il francese Albert Gallois, che nel 1903 iniziò a svolgere attività di promozione della lingua a Riolunato (MO) e fondò la Itala Societo por la Propagando de Esperanto (Società italiana per la promozione dell'esperanto). Gallois tradusse in italiano una grammatica francese di Théophile Cart, e nel 1902, a Torino, pubblicò alcuni numeri della rivista L'Esperantista in collaborazione con Marcello De Balzac e G. Giovanni.
Nello stesso periodo il poeta inglese Clarence Bicknell, che dal 1877 risiedeva quasi esclusivamente in Italia e si era avvicinato all'esperanto nel 1897, iniziò attività di propaganda dell'esperanto a Bordighera, dove nel 1910 fondò un gruppo esperantista.
Nell'Italia meridionale, e in particolare in Sicilia, la promozione dell'esperantismo fu portata avanti in primo luogo dal dottor Vitangelo Nalli, attivo dal 1903, che fondò l'associazione Sicilia Federacio Esperantista (Federazione esperantista siciliana, SFE) nel 1906 e la rivista Idealo (Ideale). La SFE godeva del patrocinio del ministero della pubblica istruzione e dei sindaci di Palermo e Siracusa.
Fra i pionieri del movimento esperantista italiano sono da annoverare anche l'avvocato Raffaele Bagnulo e Giovanni Cacciapuoti, che nel 1902 pubblicarono a Napoli la rivista L'Esperantista e nel 1903 fondarono un gruppo esperantista nel capoluogo partenopeo.
Anche Roma si dotò presto di un gruppo esperantista, grazie soprattutto al lavoro dell'ecclesiastico Luigi Giambene, che fondò nel 1905 il gruppo Imperiosa Civitas. Nel 1907 fece la sua comparsa la rivista Roma Esperantisto ("L'esperantista romano"), tramite la quale nel 1908 fu pubblicato il primo elenco di esperantisti italiani.
Nel 1907 fece la sua comparsa, a Udine, la rivista Esperanta Abelo.
Nel 1906 Clarence Bicknell, in collaborazione con la professoressa austriaca Rosa Junck, fondò il gruppo esperantista di Milano.
Altri gruppi esperantisti furono fondati a Perugia (1908), Genova (1910), Sampierdarena (1911) e in seguito in altre località. La prima associazione nazionale, precursore dell'attuale Federazione esperantista italiana, vide la luce a Bologna nel 1911.
Il movimento esperantista nazionale nacque in realtà nel 1910. Già il 30 dicembre 1905 fu fondato a Firenze un gruppo ufficiale; tra i pionieri del movimento meritano un'attenzione a parte Cicetti, Dattari, l'avvocato Viterbo. A Firenze stessa nel 1910 sorgeva con altri gruppi la Federazione esperantista italiana (FEI), il cui primo congresso ufficiale si tenne a Firenze il 21-23 marzo 1910. Il prof. Corrado Grazzini organizzò a Firenze un'associazione nazionale di insegnanti di Esperanto; quest'associazione fu riorganizzata nel 1916. Scarselli a Firenze scrisse in quegli anni la "Marcia degli Esperantisti".
La FEI (ancora esistente nel 1934) già dall'inizio ebbe come scopo la diffusione dell'Esperanto e l'organizzazione in gruppi degli esperantisti italiani. Essa organizzava ogni anno un congresso nazionale.

### La rinascita post-bellica (1948-1960)
Al termine della seconda guerra mondiale il movimento esperantista italiano versava in condizioni pessime, se è vero che al primo congresso nazionale del dopoguerra, tenuto a Torino nel 1948, parteciparono meno di 300 individui. A partire dai primi anni 1950, tuttavia, erano già chiari i segnali di ripresa.
Nel 1950 ebbero nuovamente inizio le trasmissioni in esperanto di Radio Roma, che erano state sospese in occasione del conflitto mondiale. Nello stesso anno, il deputato Enzo Giacchero presentò un'interrogazione al Ministro della pubblica istruzione Guido Gonella per verificare se il ministero si fosse adoperato per "istituire un controllo statale per il riconoscimento ufficiale del titolo di insegnante di esperanto".
Nel 1951 il ministro della pubblica istruzione Antonio Segni partecipò al congresso nazionale di Pisa; nel febbraio 1952 diramò quindi una circolare destinata a tutti i provveditori agli studi, esortandoli ad agevolare l'insegnamento dell'esperanto mettendo a disposizione le aule scolastiche per i corsi, e suggerendo di rivolgersi all'Istituto italiano di esperanto per il reperimento degli insegnanti.
La relativa forza del movimento esperantista cattolico fu in questi anni motivo di forte collaborazione con le autorità statali, dacché lo scranno di ministro della pubblica istruzione rimase per un lungo tempo in mano ad esponenti di spicco della Democrazia Cristiana.
Nel 1952 al congresso nazionale di Bologna partecipò (in qualità di presidente del Comitato d'Onore) il presidente della Repubblica Luigi Einaudi; nel comitato figuravano il presidente emerito Enrico De Nicola, il presidente del consiglio Alcide de Gasperi, il presidente della Camera Giovanni Gronchi, il ministro della pubblica istruzione Antonio Segni, il cardinale di Bologna Lercaro ed il sindaco di Bologna Giuseppe Dozza. Einaudi volle inviare un messaggio al congresso, indirizzando ai convenuti un "tributo di schietta simpatia che va reso a quanti danno generosa opera per l'avvicinamento dei popoli". Enzo Giacchero, per conto della Comunità europea del carbone e dell'acciaio, in un simile messaggio dichiarò: "Nessuno più di me [...] può apprezzare la vostra fatica e la utilità che in tutti i settori deriverebbe dal più completo successo vostro e dei nostri amici esperantisti in tutto il mondo".
Nel 1954 la seduta plenaria dell'UNESCO, riunita a Montevideo, aveva promosso una risoluzione che prendeva atto dei risultati ottenuti dall'esperanto in materia di scambi culturali internazionali, dichiarava che tali risultati coincidevano con gli scopi e gli ideali dell'UNESCO e impegnava il direttore generale a seguire l'evoluzione dell'uso dell'esperanto in campo scientifico, educativo e culturale nei singoli stati membri. La delegazione italiana presente alla conferenza, per quanto divisa fra favorevoli (Vittorino Veronese) e contrari (Giuseppe Ungaretti) all'esperanto, votò alla fine a favore della risoluzione, contribuendo alla sua approvazione.
Gli echi di tale evento acquisirono particolare rilevanza nell'ambito del Congresso universale di esperanto del 1955, che si tenne a Bologna. La manifestazione ricevette il patrocinio del presidente della Repubblica Giovanni Gronchi e dei presidenti emeriti Enrico De Nicola e Luigi Einaudi; il sindaco di Bologna Giuseppe Dozza, che partecipò al congresso, si rivolse ai convenuti parlando fluentemente in esperanto.
Nel corso degli anni 1950 la Federazione esperantista italiana continuò a muoversi sul piano legislativo. Ritenendo obsoleta la circolare del Ministro della pubblica istruzione Antonio Segni, la FEI ne richiese nel 1956 l'iterazione; il ministro in carica, il socialdemocratico Paolo Rossi, negò il procedimento, dacché la circolare precedente era priva di scadenze ufficiali ed era dunque da considerarsi ancora in vigore.
Nel 1962 il senatore Moltisanti, del Movimento Sociale Italiano, avanzò una proposta di legge volta a rendere la lingua esperanto materia di studio facoltativa nelle scuole, e a riconoscere ufficialmente il diploma di insegnante rilasciato dall'Istituto italiano di esperanto per poter concorrere all'incarico di insegnamento. Data la collocazione politica del proponente, la proposta non giunse nemmeno alla discussione. Tale fatto spinse la FEI ad istituire un'apposita commissione di esperti allo scopo di redigere una nuova proposta di legge sulla falsariga della precedente, ma sulla quale fosse possibile una convergenza consistente. Dopo una lunga trafila il testo elaborato dalla Commissione della FEI venne effettivamente presentato alla Camera dei deputati come proposta di legge ed ottenne il via libera dalla commissione "Istruzione e belle arti" (seppur con alcune modifiche), ma non riuscì a concludere l'iter parlamentare a causa della chiusura anticipata della legislatura.
Nel corso degli anni 1960 vennero presentate nuove proposte di legge favorevoli all'esperanto; nessuna godette di particolare fortuna. Finalmente, un contributo legislativo all'insegnamento dell'esperanto giunse con la legge 820 del 20 settembre 1971, che disponeva l'avvio sperimentale della scuola a tempo pieno e l'istituzione di posti in organico per insegnamenti speciali ed attività integrative.